# Ferrolho basculante
O ferrolho basculante, é um tipo de mecanismo de travamento utilizado em armas de fogo, geralmente de "carregamento automático". 

## Funcionamento
Essencialmente, o mecanismo consiste em um  ferrolho móvel acionado por um pistão alimentado pelos gases provenientes do disparo através de uma "porta" próxima à boca do cano.
O ferrolho então é direcionado para uma cavidade que o faz inclinar, basculando para baixo (daí o nome da ação), travando a munição na câmara durante o disparo não permitindo a saída de gases. 
Após o disparo, a ação de gases faz o ferrolho se mover para trás, permitindo que o mecanismo saia do rebaixo de descanso e cicle a ação. 
Esse sistema, contrasta com o atual sistema de ferrolho rotativo, usado em grande partes das armas modernas com sistemas de pistão ou com porta de gás, devido sua baixa confiabilidade, aumento do desgaste das superfícies acionadas e a melhor precisão potencial do ferrolho rotativo. 
No entanto, é comum nas armas de fogo antigas listadas abaixo.

## Exemplos
- FN Modelo 1949, fuzil semiautomático
- FN FAL, fuzil de batalha de fogo seletivo
- SKS, carabina semiautomática
- SVT-40, fuzil semiautomático
- Kbsp wz. 1938M, protótipo de fuzil semiautomático
- ZH-29, fuzil semiautomático
- MAS-49, fuzil semiautomático
- PTRS-41, fuzil antitanque semiautomático
- StG 44, fuzil de assalto de fogo seletivo
- Ag m/42, fuzil semiautomático
- Rifle Hakim, fuzil semiautomático
- ZB vz. 26, metralhadora leve
- Bren, metralhadora leve
- UK vz. 59, metralhadora de uso geral
- M50 Reising, submetralhadora; inclina-se exclusivamente para cima para travar e usa blowback retardado para ação.
- SK-46, protótipo de fuzil semiautomático
- SIG Model U, protótipo de fuzil semiautomático
- CZ-38, protótipo de fuzil semiautomático